# Plectorhinchus chaetodonoides
Plectorhinchus chaetodonoides és una espècie de peix de la família dels hemúlids i de l'ordre dels perciformes.
Els mascles poden assolir els 72 cm de longitud total.
Es troba a les Maldives, i des de Sumatra fins a Fidji, Nova Caledònia i les Illes Ryukyu.